# Rio Yí
O rio Yí é um curso de água, afluente da margem esquerda do rio Negro, no Uruguai, Desagua no lago Palmar. Seu comprimento é de 210 quilômetros. Sua bacia tem área de 12 600 quilômetros quadrados.